# فلیچ گرین
فلیچ گرین (به انگلیسی: Flitch Green) یک روستا و محله مدنی در بریتانیا است که در آتلزفورد واقع شده‌است. فلیچ گرین ۲٬۱۹۰ نفر جمعیت دارد.